# Dreggers
Dreggers là một đô thị ở huyện Segeberg, bang Schleswig-Holstein, Đức. Đô thị Dreggers có diện tích 2,79 km², dân số thời điểm ngày 31 tháng 12 năm 2006 là 61 người.